# La Nuit des maris
Pour les articles homonymes, voir The Bachelor Party.
Pour plus de détails, voir Fiche technique et Distribution.
La Nuit des maris (titre original : The Bachelor Party) est un film américain réalisé par Delbert Mann, sorti en 1957.

## Synopsis
Quatre amis fêtent l'enterrement de vie de garçon d'une de leurs collègues, ils passent la nuit à errer dans New-York, en quête de distractions.

## Fiche technique
- Titre : La Nuit des maris
- Titre original : The Bachelor Party
- Réalisation : Delbert Mann
- Scénario : Paddy Chayefsky
- Production : Harold Hecht
- Photographie : Joseph LaShelle
- Pays de production : États-Unis
- Format : Noir et blanc - Mono
- Genre : Film dramatique
- Durée : 92 minutes
- Date de sortie : 1957

## Distribution
- Don Murray : Charlie Samson
- E. G. Marshall : Walter
- Jack Warden : Eddie Watkins, le célibataire
- Philip Abbott : Arnold Craig
- Larry Blyden : Kenneth
- Patricia Smith : Helen Samson
- Carolyn Jones : L'existentialiste

## Récompenses et distinctions
- Le film a été présenté en sélection officielle en compétition au Festival de Cannes 1957[1].